# Novi Strílyshcha
Novi Strílyshcha (ucraniano: Но́ві Стрі́лища) es un asentamiento de tipo urbano de Ucrania, constituido administrativamente como una pedanía de la ciudad de Bibrka en el raión de Leópolis de la óblast de Leópolis.
En 2017, el asentamiento tenía 820 habitantes.
Se conoce la existencia del pueblo desde 1375. En 1513 adoptó el Derecho de Magdeburgo, con una feria anual y mercado semanal. En 1662, cuando era propiedad de Stanisław Jan Jabłonowski, recibió el derecho de organizar una segunda feria anual. Al integrarse en 1940 en la RSS de Ucrania, fue declarado capital de distrito, hasta que en 1959 pasó a formar parte del raión de Zhydáchiv. Hasta la reforma territorial de 2020, tenía su propio ayuntamiento, que incluía como pedanías a los pueblos de Líniya y Starí Strílyshcha.
Se ubica en el límite con la óblast de Ivano-Frankivsk, a medio camino entre Bibrka y Rohatyn sobre la carretera H09. Al suroeste del asentamiento sale la carretera T1420, que lleva a Jódoriv.